# フリースタイルエンターテイメント
株式会社フリースタイルエンターテイメント（FREESTYLE ENTERTAINMENT,Inc.）は、Webサイト・デザイン・動画などの企画制作から、SNS・Web広告・SEO対策などのデジタルマーケティングを実践する名古屋発のベンチャー企業。略称はFSE。

## 事業内容
- Webサイトの企画・制作・構築・運用
- SNS・Web広告・SEO対策を中心としたWebマーケティング
- デザイン・ブランディング・広告・CI/VIなどの制作
- D2C支援、DX支援
- 人事HR・採用支援
- メディア運営、新規事業開発
- 医療広報支援
- 地域創生事業

## 認証・認定
- Yahoo!プロモーション広告　正規代理店
- Google Partner

## 沿革
- 2012年
  - 7月：創業
- 2013年
  - 6月：本社所在地を愛知県名古屋市中区栄に移転。
- 2014年
  - 8月：本社所在地を愛知県名古屋市中区錦に移転。
- 2020年
  - 1月：本社事務所を増床